# Hipoteza dochodu permanentnego
Hipoteza dochodu permanentnego – teoria konsumpcji przedstawiona w 1957 roku przez amerykańskiego ekonomistę Miltona Friedmana. Zgodnie z tą teorią wydatki konsumpcyjne nie zależą od dochodu bieżącego, a od dochodu permanentnego, rozumianego jako przeciętny dochód, który spodziewa się osiągać osoba w trakcie całego życia.
Z hipotezy dochodu permanentnego wynika, że tymczasowe zmiany dochodu nie wpływają znacząco na zachowanie konsumpcyjne jednostek (można zaobserwować tutaj efekt rygla).